# Irmologion
Note : Les psaumes cités ci-dessous sont numérotés selon la Septante. Pour la correspondance entre la numérotation massorétique et la numérotation de la Septante, voir Numérotation des psaumes.

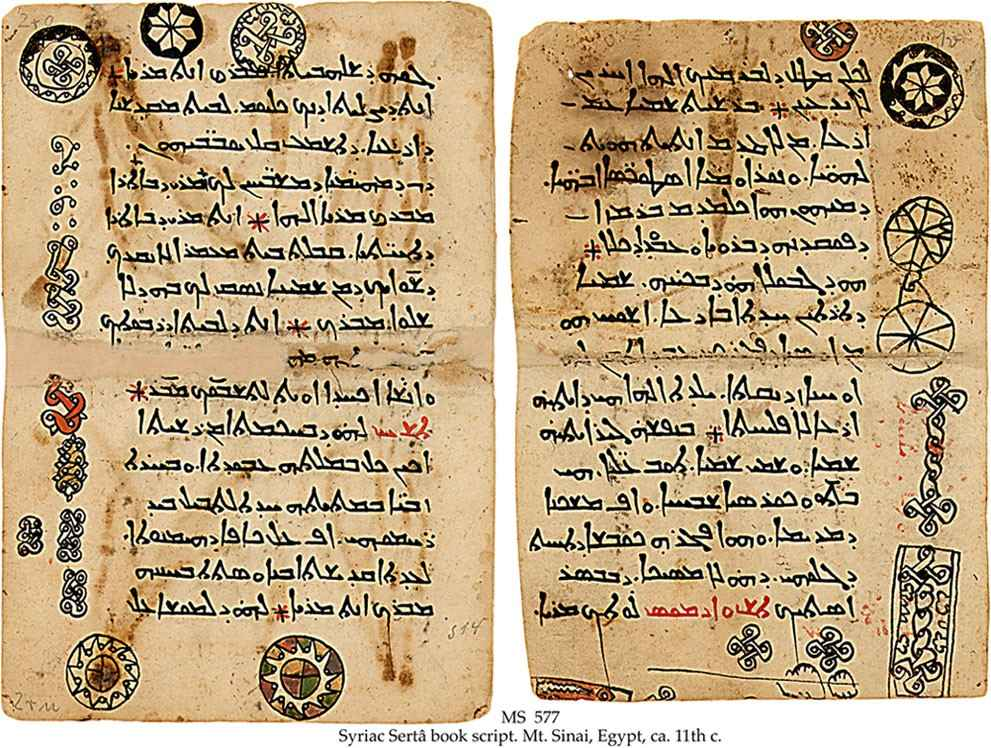
Irmologion (rite melkite). Irmos 705-709 en syriaque. XIe siècle, Monastère Sainte-Catherine du Sinaï.

L'Irmologion (du grec ancien : εἱρμολόγιον heirmologion, de εἱϱμός, heirmos, « lien, enchaînement » et de λογεῖον), logeion « petit discours, petit chant ») est un recueil de chants liturgiques en usage dans les Églises d'Orient — Églises orthodoxes et Églises catholiques de rite byzantin.
L'irmologion contient en particulier une collection d'irmos, hymnes introductives aux divers canons chantés à l'Orthros et au cours d'autres services.

## Irmos et odes du canon
Dans la liturgie de rite byzantin, une partie importante de l'Orthros (Matines), ainsi que d'autres services, est le canon, long poème liturgique divisé en neuf odes. Chaque ode est précédée d'une courte hymne appelée irmos qui établit l'enchaînement des diverses parties du canon. Plusieurs odes se terminent aussi par une sorte d'irmos conclusif appelé catabase. La plus grande partie du canon (tropaires) est psalmodiée par un lecteur, mais les irmos et les catabases sont chantés par le chœur. Autrefois, les ouvrages liturgiques contenant l'intégralité des textes des canons étaient rares et couteux (surtout lorsqu'il s'agissait de copies manuscrites). Ainsi est apparu l'irmologion, contenant seulement les parties chantées par le chœur. Parallèlement, les ouvrages contenant le texte complet des canon ne reproduisirent plus intégralement les textes des irmos et catabases, mais seulement leurs premiers mots, rendant l'irmologion indispensable pour l'exécution du service.

## Composition de l'irmologion
L'irmologion, contient les irmos classés selon les huit tons de l'Octoechos en vigueur dans le rite byzantin.
Il contient aussi :
- les antiennes des Divines Liturgies de Jean Chrysostome, de Basile le Grand et des Dons présanctifiés ;
- Dogmatikon, hymnes en l'honneur de Theotokion chantés à la Petite Entrée des Vêpres ;
- Hymnes en l'honneur de la Vierge Marie ;
- Hymnes de l'Orthros pour trois voix ;
- Tropaires de la Résurrection dans le ton huit ;
- Texte complet du Polyéléos (Psaumes 134 et 135, ainsi que le psaume 136 utilisé lors du Grand Carême)[2] ;
- Chants et louanges pour les fêtes et les saints ;
- Anabathmoi ou Cantique des degrés, fondé sur les psaumes 119-133 ;
- Prokeimenon ;
- Tropaires et Cantiques de la Résurrection ;
- Cantiques bibliques à la base des canons.

## Histoire
Un premier irmologion, comportant de nombreux irmos en grec, fut compilé dans l'Empire byzantin au Xe siècle. La première version d'un irmologion russe en slavon d'église comporte 1050 irmos. Les premières versions ne comportaient que le texte ; plus tard apparurent des marques musicales primitives. La première édition d'un irmologion russe avec notation en neumes (notes carrées) parut en 1772. Aujourd'hui la notation musicale occidentale est presque universellement utilisée.

#### Livres de chant en notation byzantine (XIIIe-XIXesiècles)
- (grc) « Irmologion avec notation musicale, Ms. Lesbiacus Leimonos 262 » [PDF], sur Leimonos Monastery Digital Library, Bibliothèque du Monastère de Leimonos, Lesbos (consulté le 16 novembre 2014) ;
- (grc) Germanos Hieromonachos, Panagiotes the New Chrysaphes, Petros Bereketes, Anastasios Skete, Balasios Iereos, Petros Peloponnesios et Petros Byzantios, « Ιστορικό και Παλαιογραφικό Αρχείο (ΙΠΑ), MIET, Ms. Pezarou 15, fol. 220v-229r », sur Heirmologion kalophonikon in an Anthologia of Psaltic Art (fin XVIIIe siècle), Athènes, Μορφωτικό Ίδρυμα Εθνικής Τράπεζας (consulté le 16 novembre 2014) ;
- (grc) Petros Peloponnesios, « Catabase, Prosomoia, et anthologie incomplète des Divines Liturgies (XVIIIe siècle) », sur London, British Library, Ms. Add. 16971, British Library (consulté le 16 novembre 2014).

#### Livres de chant en notation chrysanthine (depuis 1814)
- (grc) Petros Peloponnesios le Lampadarios et Petros Byzantios (éditeur : Chourmouzios Chartophylakos), Ειρμολόγιον των καταβασιών Πέτρου του Πελοποννησίου μετά του συντόμου Ειρμολογίου Πέτρου Πρωτοψάλτου του Βυζαντίου: Εξηγημένα κατά την νέαν της μουσικής μέθοδον μετά προσθήκης ικανών μαθημάτων, ων εστερούντο εις το παλαιόν. Επιθεωρηθέντα ήδη, και ακριβώς διορθωθέντα παρά του Διδασκάλου Χουρμουζίου Χαρτοφύλακος, Istanboul, Isaac De Castro,‎ 1825 (lire en ligne) ;
- (grc) Gregorios le Protopsaltes (éditeur : Theodoros Phokaeos), Ειρμολόγιον καλοφωνικόν: Μελοποιηθέν παρά διαφόρων ποιητών παλαιών τε και νέων διδασκάλων μεταφρασθέν δε εις την νέαν της μουσικής μέθοδον Και μετά πάσης Επιμελείας διορθωθέν παρά του ενός των τριών Διδασκάλων της ρηθείσης Μεθόδου Γρηγορίου Πρωτοψάλτου της του Χριστού Μεγάλης Εκκλησίας. Νυν πρώτον εκδοθέν εις τύπον παρά Θεοδώρου Π. Παράσκου Φωκέως. Επιστασία του αυτού, Αναλώμασι δε του τε ιδίου Και των Φιλομούσων Συνδρομητών, Istanboul, Isaac De Castro,‎ 1835 (lire en ligne).